# Kanton Aix-en-Provence-Centre
Kanton Aix-en-Provence-Centre (fr. Canton d'Aix-en-Provence-Centre) je francouzský kanton v departementu Bouches-du-Rhône v regionu Provence-Alpes-Côte d'Azur. Tvoří ho pouze střední část města Aix-en-Provence.